# Federico Elduayen
Federico Martín Elduayen Saldaña (Fray Bentos, Río Negro, Uruguay, 25 de junio de 1977) es un exfutbolista uruguayo nacionalizado chileno que jugaba de portero. En la actualidad trabaja como preparador de arqueros del cuerpo técnico de Francisco Meneghini en O'Higgins.

## Carrera
Comenzó su carrera de jugando en la Institución Atlética 18 de Julio de la ciudad de Fray Bentos, posteriormente pasa al  Club Atlético Peñarol de Montevideo, en donde jugó en todas las divisiones inferiores de ese equipo, llegando el año 1999 al primer equipo. Fue titular luego que Claudio Flores abandonó el equipo, luego de esto consigue la titularidad hasta el año 2003 cuando llega José Luis Chilavert, en 2005 es vendido a Universidad de Concepción, club con quien renovó hasta 2012, tras lo cual es contratado por O'Higgins de Rancagua por esa temporada. Tras problemas con la dirigencia, Elduayen se desvincula de O'Higgins y el 2011 firma por Unión Española. En mayo de 2012 ficha por el club Universitario de Sucre de Bolivia disputando solo una temporada. A comienzos de septiembre de 2013 fichó por Guabirá.

## Selección nacional

### Participaciones en Copa del Mundo
| Mundial              | Sede                  | Resultado    | Partidos |
| -------------------- | --------------------- | ------------ | -------- |
| Copa Mundial de 2002 | Corea del Sur y Japón | Primera fase | 0        |

## Clubes

### Como jugador
| Club                      | País    | Año         |
| ------------------------- | ------- | ----------- |
| Peñarol                   | Uruguay | 1999 - 2005 |
| Universidad de Concepción | Chile   | 2005 - 2009 |
| O'Higgins                 | Chile   | 2010        |
| Unión Española            | Chile   | 2011        |
| Universitario de Sucre    | Bolivia | 2012 - 2013 |
| Guabirá                   | Bolivia | 2013-2015   |

### Como preparador de arqueros
| Club                 | País  | Año           |
| -------------------- | ----- | ------------- |
| Coquimbo Unido       | Chile | 2016          |
| Rangers de Talca     | Chile | 2017          |
| Audax Italiano       | Chile | 2018 - 2019   |
| Coquimbo Unido       | Chile | 2020 - 2021   |
| Deportes Antofagasta | Chile | 2021          |
| O'Higgins            | Chile | 2024-Presente |

## Palmarés

### Campeonatos nacionales
| Título                | Club                      | País    | Año       |
| --------------------- | ------------------------- | ------- | --------- |
| Torneo Clausura       | Peñarol                   | Uruguay | 1999      |
| Campeonato Uruguayo   | Peñarol                   | Uruguay | 1999      |
| Torneo Clausura       | Peñarol                   | Uruguay | 2000      |
| Torneo Clasificatorio | Peñarol                   | Uruguay | 2001      |
| Torneo Claisicatorio  | Peñarol                   | Uruguay | 2002      |
| Torneo Clausura       | Peñarol                   | Uruguay | 2003      |
| Campeonato Uruguayo   | Peñarol                   | Uruguay | 2003      |
| Copa Chile            | Universidad de Concepción | Chile   | 2008/2009 |